# Aragonés chistabino
El aragonés chistabino o simplemente chistabino es la variedad dialectal del aragonés que se habla en el valle de Gistau (en Huesca, España): Gistaín, San Juan de Plan, Plan, Saravillo y La Comuna (Sin, Señés y Serveto). Es una de las variedades del aragonés más arcaizadas y menos castellanizadas. Hace de transición entre el belsetano y el benasqués.
El chistabín es con toda seguridad uno de los dialectos del aragonés que más vitalidad tiene junto con el cheso y el foncense. Esto hace que incluso en bastantes familias todavía hoy se pueda escuchar entre parte de la juventud y de los niños. También es de destacar que se imparte incluso como lengua vehicular en la escuela del valle, lo que permite que la transmisión generacional parcialmente rota, pueda mantener su continuidad. 
Otro hecho que fomenta que la lengua se mantenga es el amor que sienten los habitantes del valle por sus tradiciones y costumbres, muchas de ellas expresadas en aragonés chistabín.

## Fonética
- La x en posición inicial está acompañada de una i como en belsetano, que a veces es etimológica y derivada del prefijo ex-:
  - Ixingardana
  - Ixordiga
- Predomina la sonorización de las sordas intervocálicas latinas:[1]
  - Caixigo
  - Radigon
  - Meligo
  - Ixau / ixada
  - Cadiera
  - Crabacín
  - Ixordiga
  - Verdugo
  - Vorruga
  - Vuxiga
  - Vediello
  - Ubago
- A veces hay restos de conservación de sordas intervocálicas:
  - Ripa, ripazo
  - Capazo
  - Capino
  - Escopallo
  - Pareton
  - Paretere
  - Espellotar
  - Recutir
  - Batallo
  - Navata
  - Navater
  - Navatera
  - Navatiar
  - Vetiello (en Señés)
  - Zurriaco
  - Cucullo
  - Foriquiar
  - Foradieco
  - Limaco
  - Lucana
  - Esbelecar
  - Cocote
  - Cocullada
  - Leremeco

No es este el caso de tota hora ni de samuco / samugo (sabuco en Señés) que incluye Brian Mott.
- Hay casos de L donde el aragonés general tiene LL, lo que puede indicar que hace poco existía una L geminada como en belsetano:
  - Aquela
- Hay casos de evolución del grupo latino -ND- hacia -n- que fue común en el Alto Aragón antiguamente.
  - Barana
  - Fona
  - Esponal
  - Espuena
  - Granizo
- Hay restos de sonorización de oclusiva dezaga líquida:
- ambolla / embolla (en Giastaín, en coexistencia con ampolla), bango, freixengo, tranga, ixordiga, ixingardana.
- Se registra algún caso de evolución de -CT- hacia -t- como en belsetano:
  - feto
- La partícula pronómino-adverbial de locativo I delante de los imperfectos del verbo estar se pronuncia /igera/. Esto se encuentra en algún texto medieval y Giastaín es uno de los pocos sitios donde este se conserva.
  - I yera > /Iguera/

## Morfología
- Los artículos determinados son: el, la, es, las. El artículo masculino se apostrofa en l' si el sustantivo que le sigue empieza por vocal. El artículo femenino solo apostrofa cuando el sustantivo empieza por a. Aparecen también los artículos a, as sobre todo en contracciones con en (n'a, na'as) y algunas veces con de (d'a, d'as).
- El infinitivo puede tener una -e de refirme (paragógica) o no pronunciarse, dependiendo del lugar.
  - cantare
- El participio es: -au, -iu. En Gistaín se emplea más -ido que -iu. Se encuentran participios fuertes que en -ito como en aragonés central, pero son irregulares y con acento en la raíz: cáito (Plan, Gistaín), tráito (Gistaín).
- La desinencia aragonesa de primera persona plural es -m, (aunque la -m final en aragonés suele cambiar a -n), diferente del aragonés general -mos, pero igual que en el ribagorzano.
  - cantam, querem, salim
- Hay verbos acabados en -ir que se conjugan como incoativos:[2]
  - ablandir, aclarir, berrir, buquir, canyir, embullir, esbandir, escasir, escurir, estrechir, funir, furnir, gatir, pudrir, respesir, restrenyir, turir
- En el pasado imperfecto de indicativo la primera persona tiene la desinencia -e, y esto podría tener relación con la -i del ansotano:
  - tenebai > tenebe
- El pasado indefinido es sintético de tipo aragonés en Sin, Señés, Zarandillo, La Comuna y Serveto:
  - 1ª conjugación: -é, -és, -u, -én, -ez, -ón
  - 2ª y 3ª conjugaciones: -ié, -iés, -ió, -ién, -iez, -ión
- En Plan, San Juan de Plan y Gistaín es de tipo perifrástico como en ribagorzano.
  - voi puyar(e)
  - vas puyar(e)
  - va puyar(e)
  - von puyar(e)
  - voz puyar(e)
  - van puyar(e)
- El condicional pierde la -a final en algunas personas.
  - abrí, farí, dirí

## Sintaxis
Se hace concordancia del participio con el complemento directo: 
- Las vacas las han comidas
- Es he vistos